# Fontsagrada
Fontsagrada és un poble de l'antic terme de Sant Serni, actualment del de Gavet de la Conca. Al segle xix havia format un municipi amb Gavet, anomenat Gavet i Fontsagrada.

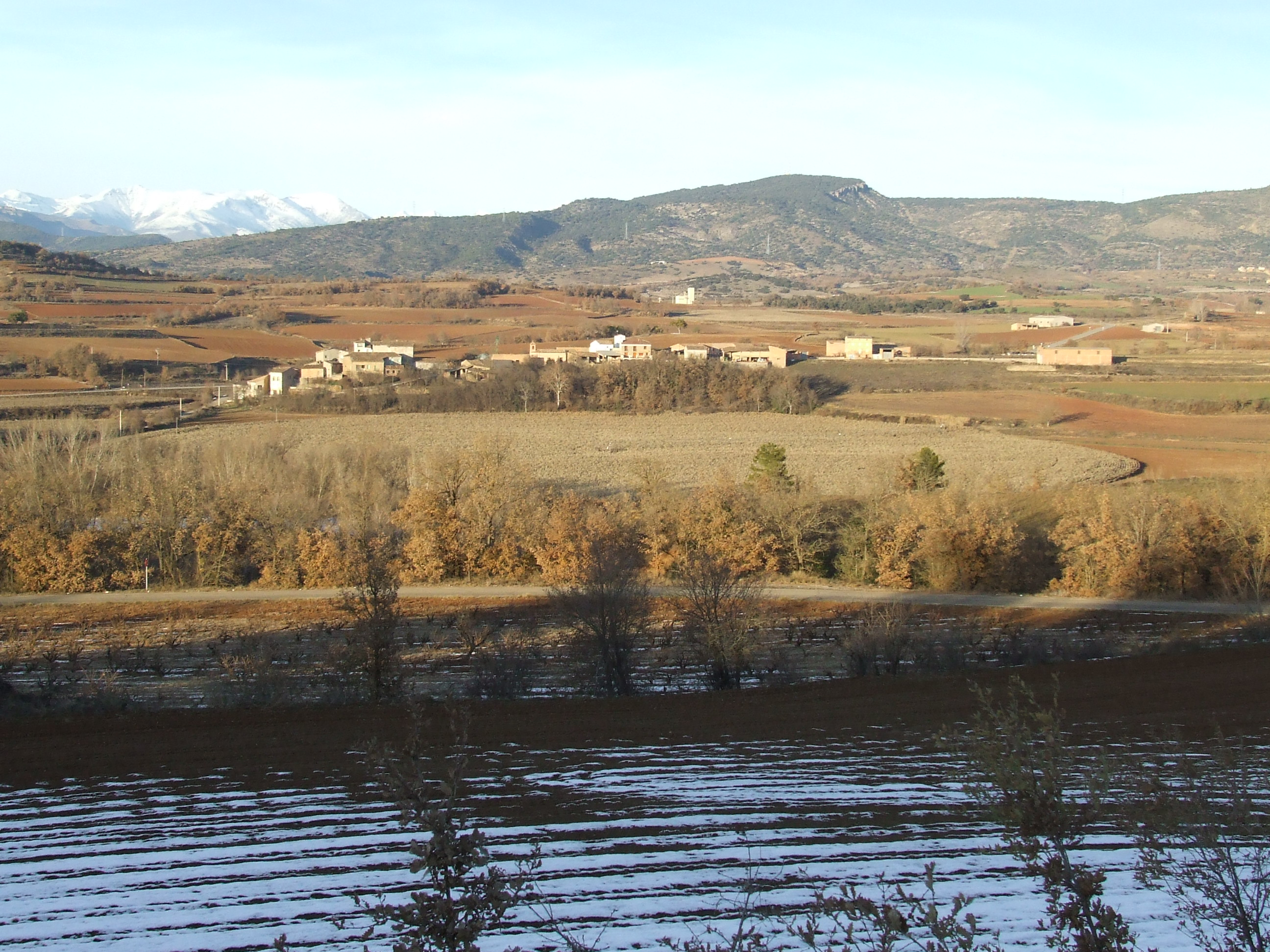
El poble de Fontsagrada

En la proposta derivada de l'informe popularment denominat Informe Roca, la part de l'antic terme de Sant Serni, que comprèn els pobles de Fontsagrada, Gavet i Sant Serni havia de passar a integrar el terme municipal de Tremp, desapareixent el de Gavet de la Conca. La resta de municipi quedava també distribuïda entre altres municipis: Aransís i tot l'antic terme de Sant Salvador de Toló passava a integrar el terme d'Isona i Conca Dellà, el qual, però, havia de passar a denominar-se Isona i Conca d'Orcau, juntament amb els Obacs de Llimiana, i la Vall de Barcedana, amb Sant Cristòfol de la Vall, Sant Martí de Barcedana i Sant Miquel de la Vall havien d'entrar a formar part d'un municipi de nova creació: el de Montsec, juntament amb Castell de Mur, Llimiana i Sant Esteve de la Sarga.
Està situat dalt d'un turonet al bell mig de la plana jussana, o inferior, de la Conca de Tremp, a poc més d'un quilòmetre de Gavet, que queda al sud de Fontsagrada i pràcticament a la mateixa alçària, i a cinc de Sant Serni, que queda més al sud i enlairat.

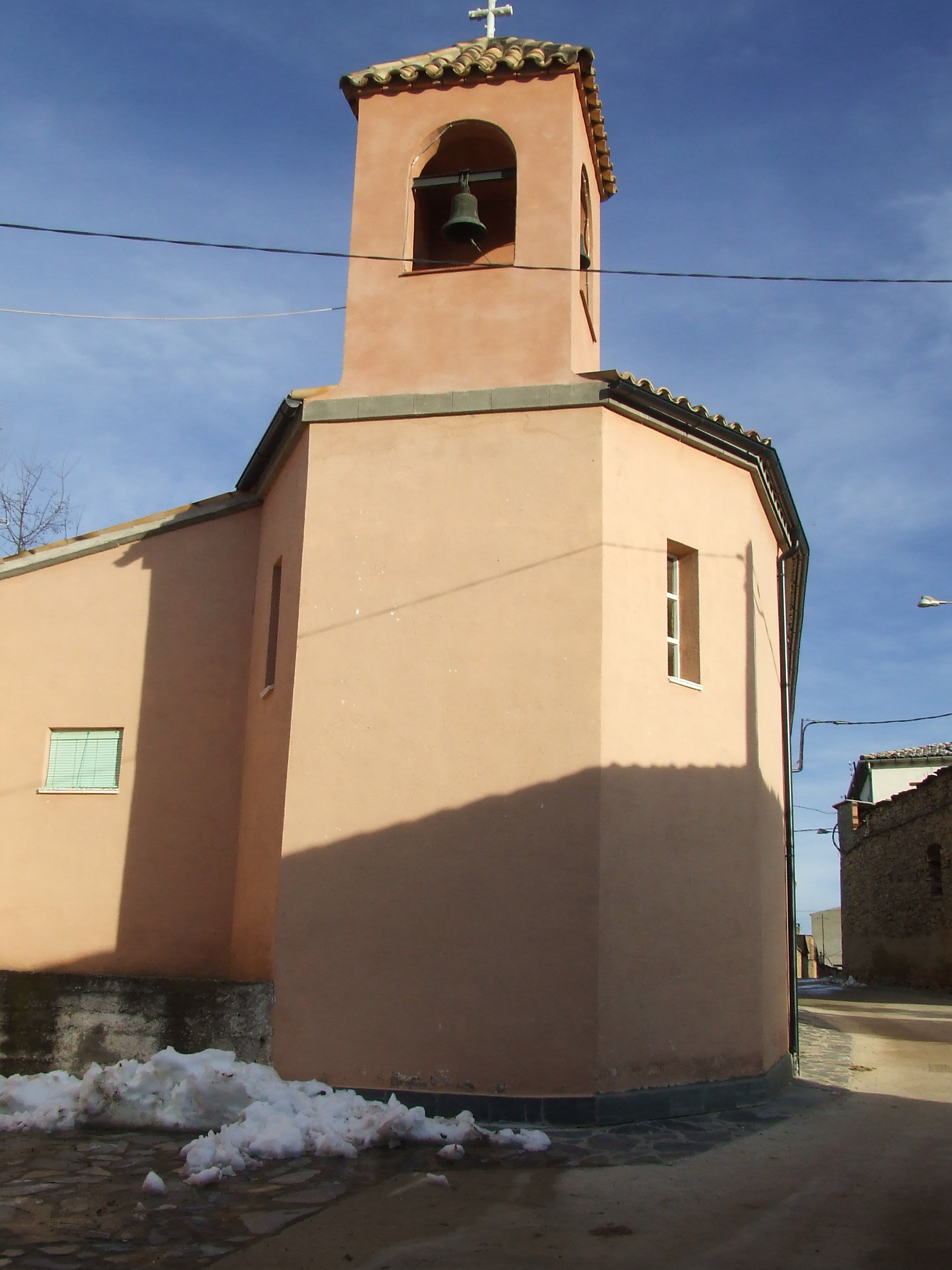
L'església de Santa Fe

Té església parroquial, dedicada a santa Fe (Madoz diu que el patró de la parròquia és sant Bru). Actualment està menada pels dos rectors in solidum de Gavet, residents a la rectoria de Tremp.
Aquesta església apareix documentada des del 1175, quan el comte de Pallars Jussà Ramon VI pren sota la seva protecció la villa Sancte Fidis, que est subtus Terraza. Tanmateix, sembla que, del temple primitiu, no en queda res, almenys en el lloc on es troba l'actual església del poble.

## Història
El 1381 Fontsagrada consta en el cens d'aquell any amb 8 focs (uns 40 habitants), i pertanyia a la baronia d'Orcau, a la qual va estar lligada fins a l'extinció dels senyorius, el 1831, tot i que com que aquesta baronia s'integrà en les terres del Comtat d'Erill, que passà al Conde de Aranda més tard.
En el Fogatge del 1553 consten 5 focs en aquesta població, unes 25 persones.
El 1845 Pascual Madoz, en el seu Diccionario geográfico... hi esmenta només 6 cases, de mala construcció quasi totes. Segons Madoz, l'església parroquial està advocada a sant Bru.
Vers 1900, s'hi fan constar 15 edificis amb 35 ànimes, i ja al segle xx, el 1980 tenia 60 habitants, i en l'actualitat, 36. Així doncs, al llarg de tota la història ha mantingut un volum de població molt semblant.
La Festa Major era el primer diumenge de setembre, i una altra festa important se celebrava el diumenge més proper al dia 6 d'octubre, diada de Santa Fe. En l'actualitat ha prevalgut aquesta darrera data, i s'hi celebra actualment la Festa Major.

## La llegenda de la Font Sagrada
Com molts altres pobles, existeix la llegenda de Fontsagrada, que pretén explicar el nom del poble: diu que un dia un pastor, quan ja es retirava cap a casa, va trobar una vella molt pobrament vestida que buscava cargols en un lloc molt desavinent. La dona ho justifica per la seva extrema pobresa. Llavors el pastor li donà tot el que duia al sarró, amb tot el que no s'havia menjat per dinar. La vella li digué aleshores: En paga pel teu bon cor, aquesta serra ja no serà mai més seca. Abans que apunti l'alba de demà, sigues aquí, i llavors sabràs per què.
El pastor ho feu, i en arribar en aquell lloc, el sorprengué la remor d'aigua que provenia d'un lloc on no n'hi havia hagut mai: una abundosa font havia brollat en aquell lloc exacte. El pastor i la gent del poble interpretaren que la vella era una santa o la mateixa Mare de Déu, i que la font era sagrada. Per sempre més es va conèixer aquell lloc amb el nom de Fontsagrada.